# Кнауэр, Фёдор Иванович
Фёдор (Фридрих) Иванович Кнауэр (1849—1917) — российский санскритолог, доктор сравнительного языкознания, заслуженный профессор.

## Биография
Родился 3 (15) августа 1849 года в Сарате, Бессарабской губернии семье немца-колониста, выходца из Южной Германии, из-под Штутгарта.
В 1865 году окончил Сарато-Вернеровское центральное училище и получил свидетельство приходского учителя. В 1868—1869 годах преподавал в лютеранской церковной школе Бердянска; с мая 1869 года преподавал в сельской школе в колонии Ней-Штутгарт. В Бердянске начал самостоятельно изучать древнейшие языки, в Ней-Штутгарте изучал их под руководством пастора Людвига Целлера (1819—1885), окончившего Тюбингенский университет. В декабре 1871 года Кнауэр в Дерпте сдал экзамены на аттестат зрелости и с января 1872 года стал учиться на теологическом факультете Дерптского университета, в течение трёх лет получая стипендию от церкви. Решив перейти на историко-филологический факультет, в 1876—1878 годах, одновременно с учёбой работал домашним учителем, чтобы вернуть потраченную на его обучение сумму. С августа 1877 года стал студентом сравнительного языкознания историко-филологического факультета и в январе 1880 года получил степень кандидата сравнительного языкознания. С 1880 по 1883 год занимался в Германии, в Йенском и Тюбингенском университетах: первый год — на стипендию студенческой корпорации Ливония, затем — на средства министерства народного просвещения. Полтора года он учился в Йенском университете под руководством профессоров Бертольда Дельбрюка (лекции по сравнительному языкознанию и санскритскому языку), Карла Капеллера (санскрит и пракрит) и Эдуарда Сиверса (общая фонетика и немецкий язык). Затем полтора года изучал ведийский и авестийский языки в Тюбингене у профессора Рудольфа Рота. Приехав осенью 1883 года в Москву, слушал лекции профессоров В. Ф. Миллера, Ф. Ф. Фортунатова и др.
Написанную в Йене диссертацию «Über die Betonung der Composita mit a privativum ins Sanskrit», защитил в Дерпте 27 сентября 1882 года и в 1883 году получил степень магистра. В 1884 году защитил в Дерптском университете в качестве докторской диссертации издание и немецкий перевод древнего памятника «Das Gobhilagṛhyasūtra. T. I: Text nebst Sinleitung».
С 7 июня 1884 года был зачислен на службу, с августа 1884 года — приват-доцент Дерптского университета; 5 марта 1885 года прочитал вступительную лекцию по сравнительному языкознанию об Ильме и Заратустре в киевском университете Св. Владимира и начал читать лекции в качестве приват-доцента — в штат профессоров университета был зачислен 1 января 1886 года и в звании заслуженного профессора был переведён во внештатные профессора в 1912 году. В числе его студентов были: Е. К. Тимченко, С. С. Дложевский, М. Я. Калинович, А. Н. Имшенецкая. Прпеодавал также на Киевских высших женских курсах.
В начале 1905 года подписал «Записку о нуждах просвещения» («Записку 342-х учёных»). С 1907 года семья Кнауэра жила в Йене. В 1908 году появился написанный им «Учебник санскритского языка : Грамматика. Хрестоматия. Словарь» (Лейпциг : тип. В. Другулина, 1908. — VIII, 296 с.).
В 1911 году Кнауэр подал прошение о выходе его детей из российского подданства. Для младшего сына Гельмута высочайшее разрешение было дано 19 декабря 1912 года, для старшего сына Зигфрида, которые обучался на медицинском факультете Йенского университета — 17 июля 1914 года. Вскоре началась Первая мировая война; жена и дети Кнауэра остались в Йене под надзором полиции в качестве гражданских пленных, а он сам вернулся в Россию — в Киев, где попечитель Киевского учебного округа А. Н. Деревицкий предложил ему подать прошение об увольнении, сославшись на болезнь, и прекратить чтение лекций в университете и на Высших женских курсах. В газетах началась травля учёного, появились клеветнические заметки о том, что его дети «сражаются против России». Заявление об увольнении Кнауэр написал 24 ноября 1914 года, а 24 декабря он был арестован и 8 января 1915 года был сослан в Томск, а 16 февраля прибыл в Каинск. По ходатайству академиков А. П. Карпинского, С. Ф. Ольденбурга, В. Н. Перетца, А. А. Шахматова 22 апреля 1915 года он был возвращён в Томск под надзор полиции. Кнауэр пытался вести научную работу, но ему было отказано работать в университетской библиотеке. В марте 1917 года группа академиков вновь обратилась уже к министру юстиции Временного правительства А. Ф. Керенскому с просьбой освободить профессора; 3 мая 1917 года сам Кнауэр подал очередное прошение о переводе его в Петроград, Москву или другой город; 12 июня ему было объявлено о разрешении ему вернуться в Европейскую Россию и проживать в любом месте, кроме Киевского военного округа и театра военных действий. Но уехать из Сибири он не успел: умер 22 декабря 1917 года[по какому календарю?] и был погребён 27 декабря в Томске.

## Семья
Жена — Антония Вильгельмина Карловна (урожд. Bendtfeld; ок. 1866 – ?, Рига). Их дети:
- Луиза (Ильзе, декабрь 1892 / 7 января 1893, Киев — 3 августа 1981, Арлесхайм, Швейцария), лор-врач;
- Фридрих Зигфрид (26 июня 1894 — 20 декабря 1984, Матала, Шри Ланка), врач;
- Гельмут (31 марта / 12 апреля 1896, Киев — 29 июля 1980, Пфорцхайм, Германия), физик, минералог;
- Эрна (Solti-Knauer) (26 апреля 1898, Киев — 6 декабря 1969, Гамбург), артистка театра;
- Фрида (1901—?);
- Нанда (1903—?).